# جاستن دي هاس
جاستن دي هاس (بالهولندية: Justin de Haas) هو لاعب كرة قدم هولندي، ولد في 1 فبراير 2000 في زاندام في هولندا. لعب مع Jong AZ ‏.

## وصلات خارجية
- جاستن دي هاس على موقع قاعدة بيانات كرة القدم.إي يو (الإنجليزية)
- جاستن دي هاس على موقع Soccerway.com (الإنجليزية)